# Ceremonia de apertura de los Juegos Mundiales de Cali 2013
La ceremonia de apertura de los Juegos Mundiales de Cali 2013 se realizó en la noche del jueves 25 de julio en el Estadio Olímpico Pascual Guerrero. El evento fue una combinación de una apertura formal y ceremonial que incluyó los discursos de bienvenida, el izamiento de las banderas, el desfile de los atletas y un espectáculo artístico empleado para mostrar la cultura del país anfitrión. Los Juegos Mundiales fueron inaugurados oficialmente por el Vicepresidente de la República Angelino Garzón. El espectáculo fue titulado Metamorfosis y dirigido por Anamarta de Pizarro, directora de la Corporación Festival Iberoamericano de Teatro. La ceremonia comenzó a las 7:59 PM (GMT -5) y duró más de dos horas.

## Preparativos
Para la inauguración de estos novenos juegos se contó con la experiencia de Anamarta de Pizarro, quien fue la encargada de realizar la clausura de la Copa Mundial de Fútbol Sub-20 de 2011. La coreografía corrió por cuenta de Luis Eduardo Hernández (El Mulato), Rafael Palacios y Barbarana Pons, ellos organizaron un espectáculo en que se incluían demostraciones artísticas del Pacífico colombiano, de los indígenas Calimas y de las Salsa de Cali.
En total se contó con 3.600 horas para prepara a los participantes de este evento. Estos participantes estuvieron conformados por las 19 escuelas de baile salsa de la ciudad como Swing Latino. Además de estos, también se contó la participación de la Asociación Folclórica del Pacífico, Grupo Socavón, Hugo Calderio (Grupo Bahía), Esteban Capote, Sankofa, La Gata Circo y Circo para Todos.
El espectáculo llamado Metamorfósis - El juego de las transformaciones - hacía alusión a la transformación que estaba viviendo la ciudad con la celebración de estos Juegos Mundiales.
A pesar de que el evento no fue oficialmente inaugurado por el presidente de turno, Juan Manuel Santos Calderón, sí lo fue por el vicepresidente Angelino Garzón, quién tenía un valor más significativo por ser oriundo de esta región de Colombia.

## Actos
La inauguración estuvo representada por tres actos principales.

## Desfile de las delegaciones
Este desfile inició posterior al vídeo inaugural de este certamen que hacía alusión a la entrega de los Juegos Mundiales por parte de Kaohsiung, Taiwán, así, un joven taiwanés lanzaba desde este lugar del mundo un disco volador hasta Jackson, el personaje principal de este tema quien estaba en el barrio Siloé de Cali. Finalizado este vídeo, inició el desfile de las delegaciones encabezado por Afganistán, quién fue una de las delegaciones no participó oficialmente en estos juegos pero sí clasificó para tales. El desfile de las delegaciones contó con la participación de 107 países y cerca de 2.300 deportistas.
Vale la pena mencionar que los abanderados de cada uno de los países no hicieron parte de sus delegaciones, todos los abanderados fueron voluntarios de los juegos.

## Discursos y símbolos
Posterior a al desfile de las delegaciones, se hizo el desfile de las banderas de Cali, Colombia, IWGA y el COI y seguido la soprano Betty Garcés, oriunda de Buenaventura, rindió homenaje el himno nacional de la República de Colombia.
Culminado estos eventos, iniciaron los discursos de las principales autoridades de esta novena edición:
- Rodrigo Otoya, presidente del equipo organizador de estos juegos.